# Vamicanga
Vamicanga é um bairro do município de Ibitinga, no estado de São Paulo, no Brasil.

## Etimologia
O nome do bairro se refere a uma corredeira homônima do município vizinho, Iacanga. O termo deriva da expressão da língua geral meridional uaimĩ kanga, que significa "osso de velha" (uaimĩ, "velha" + kanga, "osso"), talvez se referindo a uma espécie de árvore de madeira clara.